# 王蘭亭
王蘭亭（？—？）是中国太极拳武术家。

## 生平
王蘭亭是楊氏太極拳創始人楊露禪的大弟子，據説他在藝成之後遁入深山以精研道教教義，另一個説法則聲稱他在晚年與一位被稱為靜一和尚的僧侶結緣並皈依佛敎。

## 傳承
楊露禪在京城所傳第一個套路 太極拳六十四式老架 ，由楊露禪大弟子王蘭亭傳給李瑞東及周玉祥，李瑞東結合畢生所學，創天地人三盤拳。周玉祥則維持原來形式，後為紀念王蘭亭遁入深山，並且把其拳法稱為 王道人太極拳 。周玉祥曾傳拳於吳錦園。
吳錦園藝精多門，曾隨高義盛練習八卦掌，盡得真傳。高義盛的師父周玉祥和天津武清的武學宗師、李派太極拳創始人李瑞東是師兄弟，他們的太極拳得自太極宗師楊祿禪的高足王蘭亭，李瑞東後來融各家之長，創編李式太極拳，而周玉祥則保持了王蘭亭的原傳。目前這支太極拳主要在臺灣流傳。
吳錦園之後遷台教學，其弟子設錦園八卦掌並持續教導其他人此一拳法。由於吳錦園受到師輩的影響，因此十分崇尚道家思想，後來更創立了聃家和把《老子》所記載的哲學思想神學化。
吳錦園曾經傳拳予葉金山，葉金山成立了宗岳門太極拳正氣道館，其拳法被稱為王府皇家太極拳。後來葉金山成為聃家的代表人物並創建了多個網站來宣揚聃家思想和他對道家思想及道教教義的詮釋，他及其弟子也創建了一些網站來進行與太極拳有關的宣傳活動。
葉金山於二十世紀零十年代末所創立的非常小眾化的、認可汎神論的新興宗教 聃教 所經營的老子神學院官方網站所發表的一些文章聲稱聃教的源頭 聃家 以對於三清的信仰為基本教義，其聲稱三清是同一位神靈，同時聲稱祂是三垩一體的，三垩分別指天道、《道德經》及道德天尊。聃家以前對於其他一些宗教的態度尚算溫和，只會仇視新儒家，例如聃家曾經把天道等同於基督教教義中的惟一真神及羅格思，又例如聃家以前有時會引述信奉其他一些宗教的哲學家的作品的內容來表達自身的觀點，甚至謙卑地稱自身為外道，但繼後的聃教的立場漸趨偏激，並且開始敵視大乘佛教等其他不少宗教和舊儒家等多個學派，其聲稱這些宗教及學派只會引誘世人遠離天道。雖然自2023年末起，聃教偶爾會結合小乘佛教等其他一些宗教的教義及新紀元運動相關思想來宣揚自身的教義，但是總體上來説聃教仍然對其他很多宗教持負面看法。
聃家聲稱其只崇信所謂的天道真帝，天道真帝的形象的原型可能是商朝時期大多數商族人所崇信的皇天上帝的形象，其形象也可能是因對天道的神格化和擬人化而產生的。聃家聲稱大多數周族人所崇信的皇皇帝天所代表的 蒼蒼天空 的地位低於皇天上帝所代表的 自然法則 的地位。聃家最初也聲稱道家創立者老聃只是成功成為天道真帝的使者的平凡人。然而, 後來以這些思想為基礎被創立出來的 聃教 所經營的老子講堂官方網站所發表的一些文章聲稱老聃不是平常人 而是三態一體的天道真帝所顯像而成的，但這些觀點和其他一些教義似乎部份地抄襲自諾斯替教等其他一些宗教的教義和一些學派的思想，而且被認為經常自相矛盾，其關於三清的觀念和其他部份教義也與主流道教的教義有着非常大的差別，因而受到不少抨擊。
以前聃家自視為道教當中最正統的派別 経典派 ，其不承認自身是一個獨立的學派，但自2024年中起，聃教開始改變立場，其不時表示自身與傳統道家及傳統道教在很多方面上是不同的，並且提出了不少不同的觀點和在現有的道教神話的基礎上創作或改寫神話故事，但這些觀點有時仍會受到抨擊，它們被認為有許多不合理的地方。
此外，葉金山聲稱自己在武術方面上所屬的門派是最正統的，並且經常指責其他不少門派沒有堅守原則，引發爭議。

## 外部連結
- 宗岳門分合太極拳總會 （页面存档备份，存于）